# District de Severac
Le district de Severac est une ancienne division territoriale française du département de l'Aveyron de 1790 à 1795.
Il était composé des cantons de Severac, Coussergues, Gailhac, Laissac, Saint Laurent, Saint Leons, Saint Saturnin, Segur et Vesins.